# Ignace Kowalczyk
Ignace Kowalczyk (ur. 29 grudnia 1913 w Castrop, zm. 27 marca 1996 w Harnes) – francuski piłkarz polskiego pochodzenia, występujący na pozycji pomocnika.
W Division 1 rozegrał 200 spotkań i zdobył 12 bramek.
W reprezentacji Francji zagrał w pięciu meczach, strzelając jedną bramkę.